# Демократическая партия борьбы Индонезии
Демократическая партия борьбы Индонезии или Демократическая партия Индонезии (борющаяся) (индон. Partai Demokrasi Indonesia Perjuangan) — политическая партия в Индонезии.
Партия была основана в 1998 году после раскола в Демократической партии Индонезии — сторонники Мегавати Сукарнопутри основали ИДП(Б), сторонники Сурьяди сохранили руководство над прежней ДПИ. В настоящее время партия придерживается идеологии Панча Сила. В 1999 году Мегавати стала вице-президентом Индонезии, а в 2001 году — президентом. На первых всенародных президентских выборах 2004 года Мегавати набрала 31 569 104 (26,61%) голосов в первом туре и 44 990 704 (39,38%) — во втором. На выборах 2009 года партия участвовала в выборах не в одиночку, а в союзе с Движением за великую Индонезию (Гериндра). Кандидатом вновь стала Мегавати, которая получила 32 548 105 (26,79%) голосов (Сусило Бамбанг Юдойоно победил на этих выборах в первом туре).
На парламентских выборах 2009 года партия получила наибольший процент голосов в провинциях Бали (40,1%), Центральный Калимантан (24,9%), Западный Калимантан (22,9%), Центральная Ява (21,9%), Банка-Белитунг (21,1%) и особой провинции Западное Папуа (31,6%).
На парламентских выборах 2014 года партия получила 109 мест в парламенте. Губернатор Джакарты и член партии Джоко Видодо, выдвинутый кандидатом в президенты на грядущих президентских выборах в паре с представителем партии Голкар Юсуфом Калла, одержал на них победу.

## Поддержка партии на парламентских выборах
|  |